# Dimitri Verhulst

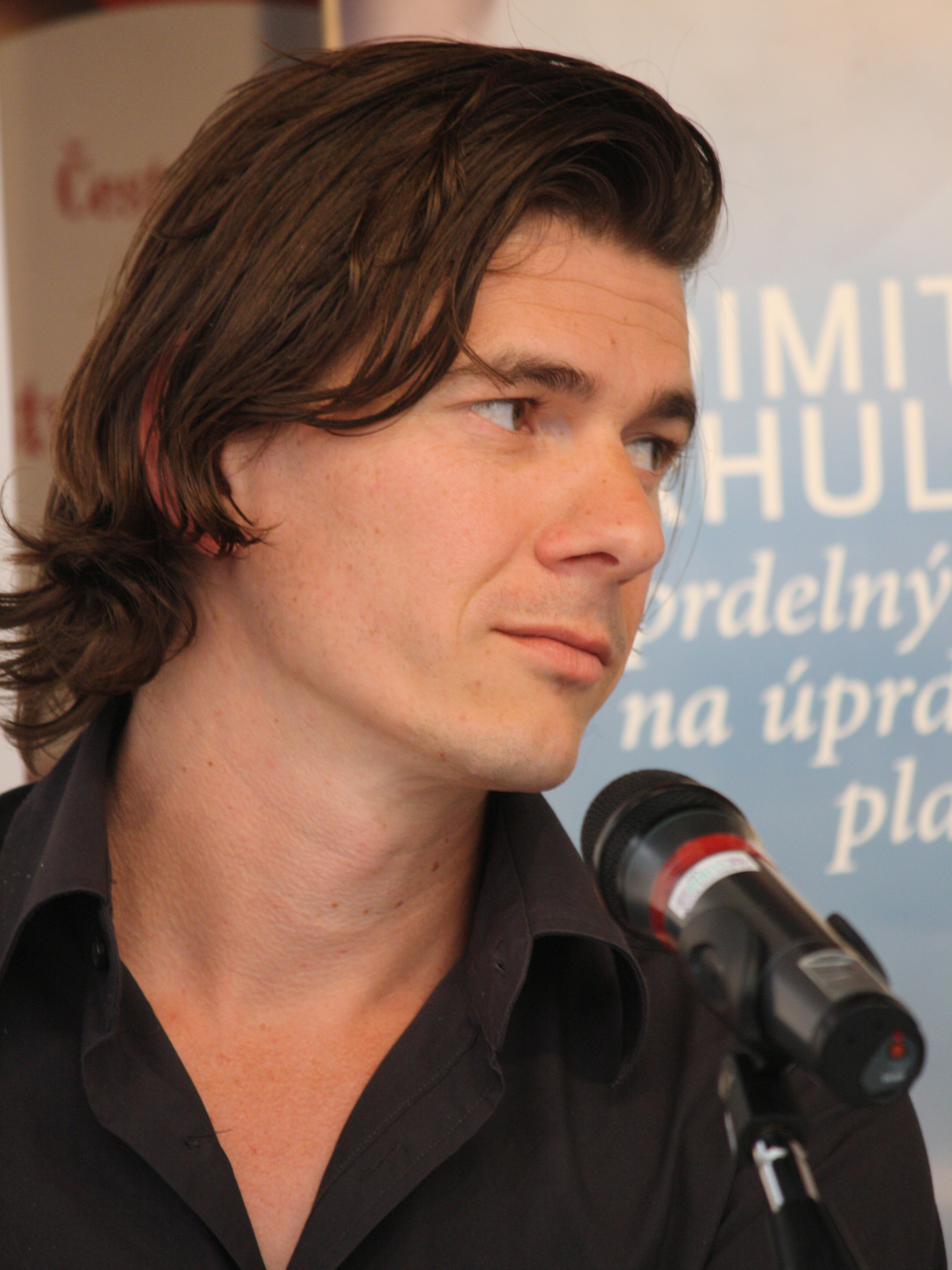
Dimitri Verhulst (2011)

Dimitri Verhulst é um escritor belga nascido em Flandres, em 1972. Finalista em 2007 do prémio literário Ako com Mevrouw Verona daalt de heuvel af, A senhora Verona desce a colina.